# آی‌آرپی‌سی
آی‌آرپی‌سی (انگلیسی: IRPC) شرکت پالایش نفت تایلندی است، که در سال ۱۹۷۸ تأسیس شد.